# Disney Cinemagic
Disney Cinemagic was net als Disney XD ook een zender die Toon Disney overnam in Verenigd Koninkrijk, Frankrijk, Spanje en Portugal en die ook wat meer animaties voor meisjes uitzond, zoals Tinkerbell en De Kleine Zeemeermin. Disney Cinemagic zond net zoals Disney Channel, Playhouse Disney Channel, Toon Disney en Disney XD 24 uur per dag programma's uit. Disney Cinemagic kwam eigenlijk uit de Verenigde Staten maar was daar niet op televisie te zien. Disney Cinemagic begon op 19 maart 2006 en was in 2019 in de meeste landen gestopt na de lancering van Disney+.

## Programma's
Disney Cinemagic zond anamatieseries uit, maar sommige waren ook alleen voor meisjes bedoeld.

### Hoofdprogramma's van Disney Cinemagic
- De Kleine Zeemeermin
- Tinkerbell
- Recess
- The Emperor's New School
- Disney Pixar films
- Casper's Griezelschool
- Disney Princess
- Winnie de Poeh
- Mijn liefste vriendjes Tijgetje en Poeh
- Phineas en Ferb

## Buitenland
Disney Cinemagic was maar in een paar landen in Europa op de televisie.
- Disney Cinemagic Verenigd Koninkrijk
- Disney Cinemagic Frankrijk (ook in Wallonië)
- Disney Cinemagic Spanje
- Disney Cinemagic Portugal
- Disney Cinemagic Italië
- Disney Cinemagic Duitsland